# Davey O'Brien
College Football Hall of Fame 1955
(en) Statistiques sur pro-football-reference
Davey O'Brien, né le 22 juin 1917 à Dallas (Texas) et décédé le 18 novembre 1978, était un joueur de football américain évoluant au poste de quarterback.
Vainqueur du Trophée Heisman en 1938, mais aussi du Maxwell Award 1938 après sa dernière saison universitaire à TCU. Invaincu lors de cette saison 1938, il compléta 110 passes sur 194 tentatives pour 1733 yards et 19 touchdowns. Avec ses 1,70 mètre de taille, il est le plus petit des vainqueurs du Trophée Heisman. Il a également donné son nom au Davey O'Brien Award, qui vise à récompenser le meilleur quarterback d'une saison NCAA.
Après deux saisons en NFL aux Eagles de Philadelphie, O'Brien met un terme à sa carrière sportif et devient agent du FBI puis homme d'affaires à partir des années 1950.

## Statistiques NFL
- 22 matchs joués en 2 saisons
- 478 tentatives de passes
- 223 passes complétées
- 2614 yards gagnés sur passe
- 11 touchdowns sur passe